# 304ª Sezione
La 304ª Sezione del Servizio Aeronautico del Regio Esercito dall'agosto 1917 difendeva la città di Torino.

## Storia
Nell'agosto 1917 la Sezione Difesa di Mirafiori (campo di volo) dispone di un aereo Breguet con 2 Sergenti piloti fino al mese di settembre.
In dicembre aveva 3 piloti, nell'aprile 1918 arriva un Nieuport 11, in maggio 2 Ansaldo S.V.A. ed in giugno 2 Savoia-Pomilio SP.2.
Dal 6 settembre diventa 304ª Sezione che il 15 settembre dispone di 4 S.P.2 e 3 piloti.
Viene sciolta il 18 gennaio 1919.